# Szermierka na Olimpiadzie Letniej 1906
Szermierka na Olimpiadzie Letniej 1906 odbyła się w dniach 23 kwietnia – 1 maja. W tabeli medalowej tryumfowali zawodnicy z Francji, którzy zdobyli 5 medali (3 złota, 1 srebro i 1 brąz). W zawodach uczestniczyło 62 szermierzy z 12 państw.

## Medaliści

### Mężczyźni
| Złoto                                                                                      | Srebro                                                                                            | Brąz |
| Floret                                                                                     |                                                                                                   | |
| Georges Dillon-Kavanagh                                                                    | Gustav Casmir                                                                                     | Pierre d’Hugues                                                                                          |
| Szpada – indyw. i druż.                                                                    |                                                                                                   | |
| Georges de la Falaise                                                                      | Georges Dillon-Kavanagh                                                                           | Alexander van Blijenburgh                                                                                |
| Francja · Georges Dillon-Kavanagh · Georges de la Falaise · Pierre d’Hugues · Richard Mohr | Wielka Brytania · William Grenfell · Cosmo Duff-Gordon · Charles Newton-Robinson · Edgar Seligman | Belgia · Constant Cloquet · Edmond Crahay · Philippe Le Hardy de Beaulieu · Fernand de Montigny          |
| Szpada zawodowcy                                                                           |                                                                                                   | |
| Cyrille Verbrugge                                                                          | Carlo Gandini                                                                                     | Joanis Raisis                                                                                            |
| Szabla – indyw. i druż.                                                                    |                                                                                                   | |
| Joanis Jeorjadis                                                                           | Gustav Casmir                                                                                     | Frederico Cesarano                                                                                       |
| Niemcy Gustav Casmir Jakob Erckrath de Bary August Petri Emil Schön                        | Grecja · Joanis Jeorjadis · Triandafilos Kordojanis · Menelaos Sakorafos · Christos Zorbas        | Holandia · James Melvill van Carnbée · Maurits Jacob van Löben Sels · Johannes Osten · George van Rossem |
| Szabla zawodowcy                                                                           |                                                                                                   | |
| Cyrille Verbrugge                                                                          | Joanis Raisis                                                                                     | Nie przyznawano                                                                                          |
| Szabla – 3 uderzenia                                                                       |                                                                                                   | |
| Gustav Casmir                                                                              | George van Rossem                                                                                 | Péter Tóth                                                                                               |

## Klasyfikacja medalowa
| Lp. | Państwo         | złoto | srebro | brąz | Razem |
| --- | --------------- | ----- | ------ | ---- | ----- |
| 1   | Francja         | 3     | 1      | 1    | 5     |
| 2   | Niemcy          | 2     | 2      | 0    | 4     |
| 3   | Belgia          | 2     | 0      | 1    | 3     |
| 4   | Grecja          | 1     | 2      | 1    | 4     |
| 5   | Holandia        | 0     | 1      | 2    | 3     |
| 6   | Włochy          | 0     | 1      | 1    | 2     |
| 7   | Wielka Brytania | 0     | 1      | 0    | 1     |
| 8   | Węgry           | 0     | 0      | 1    | 1     |

## Uczestnicy
Udział wzięło 62 szermierzy z 12 krajów.

- Austria (3)
- Belgia (5)
- Bohemia (1)
- Dania (3)
- Francja (5)
- Niemcy (5)
- Wielka Brytania (5)
- Grecja (13)
- Węgry (5)
- Włochy (2)
- Holandia (13)
- Szwecja (2)